# Rozenhout (boom)
Rozenhout, of ook wel echt rozenhout, (Aniba rosaeodora Ducke) is een boom uit de ondergroei van het regenwoud van Zuid-Amerika. De soort is eerst geldig beschreven door Ducke in 1928 en is volgens Plant List een aanvaarde naam. Echter volgens Franciscon en Miranda is de soortnaam rosaeodora, ingevolge ICN Art. 60.8 e Rec. 60G1 (Melbourne Code, 2011), veranderd in rosiodora, maar Plant list en wikispecies handhaven d.d 2020 nog de oude naam.

## Verspreiding
De boom groeit vooral op kleigronden en op open plekken in het bos. Het is een pioniersoort, die veel licht vraagt. De boom komt ook voor in bergsavannewoud tot op een hoogte van 1280 meter. Zijn verspreidingsgebied omvat Frans Guiana, Suriname, Brazilië, Colombia, Ecuador, Guyana, Peru en Venezuela

## De naam
De naam rozenhout is afgeleid van de geur van het vers gezaagde hout die aan rozen doet denken. Hiermee kan verwarring ontstaan met de houtsoort Bahia rozenhout die afkomstig is van een niet-verwante boom uit het genus Dalbergia. Ook A. rosaeodora levert waardevol hout, maar de soort is eerder bekend om de welriekende olie die uit de boom gewonnen kan worden.

## De boom
Het is een altijdgroene loofboom met een nauwe elliptische kroon. De boom kan 30 meter hoog worden en zijn stam tot 2 meter in doorsnede. De bladen zijn leerachtig. Ze hebben een smalle ovale vorm. De bloemen zijn dofrood en staan in groepen bijeen. De boom brengt steenvruchten voort. De bloeitijd is tussen october en maart. De boom draagt fruit van februari tot juni en dit is ook de tijd dat de boom van blad wisselt.

## Het hout
Het hout is glanzend geel van kleur en wordt gebruikt voor meubelen, botenbouw, kano's, vloerbedekking, handvatten van werktuigen. Het kernhout is bruingeel met een groene tint.

## De olie
Er is lange tijd grote vraag geweest naar rozenhoutolie uit de cosmetische industrie voor de vervaardiging van parfums, shampoos, gezichtscrèmes en dergelijke. Om de olie te verkrijgen moet de hele boom omgehakt en het hout in kleine schilfers verdeeld worden. Daarna wordt de olie door stoomdestillatie uit het hout gewonnen. De olie in zijn geconcentreerde vorm riekt onaangenaam. De rozengeur is eerst merkbaar bij verdunning. Aan de olie worden medicinale eigenschappen toegeschreven. De olie en de boomschors worden toegepast tegen acne, hoest, verkoudheid, koorts, hoofdpijnen, ontsteking, huidaandoeningen, frigiditeit, misselijkheid, nervositeit en verwondingen.
De olie wordt verwerkt in voedingsmiddelen zoals frisdranken, alcoholische dranken en snoepgoed. Het heeft ook werking als acaricide. Tests tegen de schimmelmijt Tyrophagus putrescentiae toonden een werking vergelijkbaar met benzylbenzoaat of DEET. Als insecticide toonde het eveneens werking tegen kaswittevlieg, een belangrijk plaag in de kasbouw.
Er is een andere Aniba soort, Aniba parviflora die ook gebruikt wordt voor de productie van olie en soms met de echte rozenhoutboom (en -olie) verward wordt. Het linaloolgehalte is echter slechts 32-40% van deze olie in plaats van 78%-93% bij de echte rozenhoutolie en de geur is duidelijk anders. Olie kan ook uit de bladeren gewonnen worden. De samenstelling vershilt wat tussen jonge en oudere bladeren.
| Component           | Bladolie % | Houtolie % |
| ------------------- | ---------- | ---------- |
| Linalool            | 85,5       | 84,8       |
| α-pineen            | 0,4        | 0,1        |
| β-pineen            | 0,4        | 0,3        |
| limoneen            | 0,1        | 0,7        |
| 1,8-cineol          | 0,5        | 0,3        |
| trans-linolooloxide | 0,8        | 0,7        |
| cis-linolooloxide   | 0,7        | 0,8        |
| α-terpineol         | 0,1        | 2,9        |
| α-copaeen           | 0,5        | 0,4        |
| β-selineen          | 0,9        | 0,7        |
| α-selineen          | 0,4        | 0,6        |

## Bedreigde soort
De boom staat als bedreigd op de rode lijst van de IUCN-lijst en op Appendix 1 van CITES. De reden daarvoor is de winning van rozenhoutolie. De groei van de boom vereist condities die moeilijk te verwezenlijken zijn en de hele boom moet daarom in het wild gekapt worden. Brazilië is de enige producent. In Peru, Colombia en Suriname is de productie gestaakt, ten dele omdat er een synthetisch linalool op de markt is dat de verwerking vervangt. In Suriname is het kappen van deze boom bij de wet verboden (Wet Bosbeheer).

## Beeldengalerij

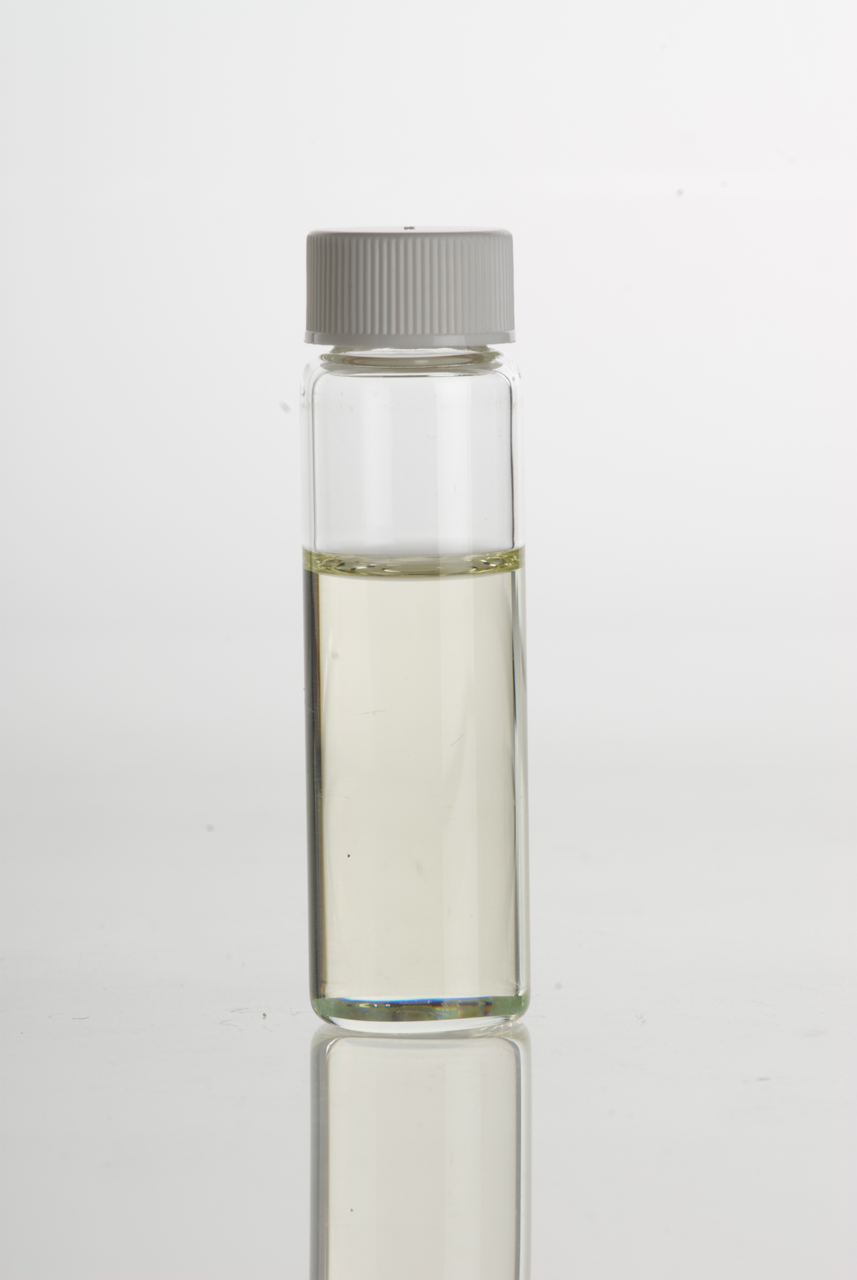
De olie